# Drabescus piceus
Drabescus piceus är en insektsart som beskrevs av Kuoh 1985. Drabescus piceus ingår i släktet Drabescus och familjen dvärgstritar. Inga underarter finns listade i Catalogue of Life.